# Mark Randall
Mark Leonard Randall (nascut el 28 de setembre de 1989 en Milton Keynes) és un futbolista anglès que actualment juga per l'Arsenal FC.